# 김기천
김기천(金基天, 1960년 1월 30일~ )은 대한민국의 배우이다.

## 출연

### 영화
- 1993년 《서편제》 - 남편 약장수 역
- 1994년 《우연한 여행》 - 김 경장 역
- 1994년 《태백산맥》
- 1995년 《천재 선언》 - 유령 1 역
- 1995년 《아름다운 청년 전태일》 - 포장마차 취객 역
- 1996년 《축제》
- 1997년 《나쁜 영화》 - 연기자 행려 역
- 1998년 《8월의 크리스마스》 - 경찰서 취객 역
- 1998년 《아름다운 시절》 - 이발사 장씨 역
- 2000년 《행복한 장의사》 - 시체 꿰메는 남자 역
- 2000년 《눈물》 - 란 아버지 역
- 2000년 《킬리만자로》 - 창희 역
- 2001년 《소름》 - 송씨 역
- 2001년 《세이 예스》 - 노인 역
- 2002년 《결혼은, 미친 짓이다》 - 당숙부 역
- 2002년 《해적, 디스코왕 되다》 - 방범 역
- 2002년 《성냥팔이 소녀의 재림》 - 중국집 주인 역
- 2002년 《로드무비》 - 조씨 역
- 2003년 《쇼쇼쇼》 - 환자복 아저씨 역
- 2003년 《지구를 지켜라!》 - 수납 과장 역
- 2003년 《불어라 봄바람》 - 부동산 사장 역
- 2003년 《위대한 유산》 - 최 변호사 역
- 2004년 《범죄의 재구성》 - 얼매 부 역
- 2004년 《신석기 블루스》 - 집주인 역
- 2005년 《그때 그사람들》 - 보일러 강씨 역
- 2005년 《주먹이 운다》 - 일수쟁이 역
- 2005년 《역전의 명수》 - 원룸 경비/중 늙은이 역
- 2005년 《혈의 누》 - 허 서방 역
- 2005년 《미스터 주부퀴즈왕》 - 퀵 배달원 역
- 2005년 《청연》 - 경원 부 역
- 2006년 《달콤, 살벌한 연인》 - 용달 기사 역
- 2006년 《짝패》 - 살수 역
- 2006년 《각설탕》 - 판돌 역
- 2006년 《가을로》 - 부동산 아저씨 역
- 2007년 《천년학》 - 여관 주인 역
- 2007년 《행복》 - 부남 역
- 2008년 《무방비도시》 - 친척 어른 역
- 2008년 《대한이, 민국씨》 - 중년남 역
- 2008년 《당신이 잠든 사이에》 - 철진네과장 역
- 2008년 《모던 보이》 - 하숙집 주인 역
- 2008년 《1724 기방난동사건》 - 의원 역
- 2009년 《그림자 살인》 - 달수 역
- 2009년 《차우》 - 이장 역
- 2009년 《내 사랑 내 곁에》 - 노인 1 역
- 2009년 《청담보살》 - 박수무당 역
- 2009년 《나는 행복합니다》 - 총무과장 역
- 2009년 《전우치》 - 대감 역
- 2010년 《부당거래》 - 늙은 감찰반 역
- 2010년 《이층의 악당》 - 성식 역
- 2011년 《달빛 길어올리기》 - 김춘병 역
- 2011년 《챔프》 - 박 실장 / 황 위원 역
- 2012년 《이웃사람》 - 황재연 역
- 2012년 《무서운 이야기》 - 기장 역
- 2012년 《26년》 - 짱구노인 역
- 2013년 《분노의 윤리학》 - 경비원 재만 역
- 2013년 《그 여자 그 남자의 속사정》 - 슈퍼아저씨 역
- 2013년 《7번방의 선물》 - 서 노인 역 (천만영화)
- 2013년 《미스터 고》 - 기예할아버지 역
- 2013년 《사이코메트리》 - 화방주인 역
- 2013년 《롤러코스터》 - 허승복 회장 역
- 2013년 《톱스타》 - 주차관리원 역
- 2013년 《청춘정담》 - 택시기사 역
- 2013년 《콩나물》 - 편집장 역
- 2014년 《뽕2014》 - 고추할배 역
- 2015년 《워킹걸》
- 2015년 《허삼관》 - 노인 역
- 2015년 《내 심장을 쏴라》 - 만식씨 역
- 2015년 《화장》 - 이 거사 역
- 2015년 《베테랑》 - 고급 오피스텔 경비 역 (천만영화)
- 2015년 《치외법권》 - 극락원의사 역
- 2015년 《퇴마: 무녀굴》 - 유 목사 역
- 2015년 《더 폰》 - 파출소장 역
- 2015년 《돼지 같은 여자》 - 결혼남 부 역
- 2016년 《곡성》 - 파출소장 역
- 2016년 《덕혜옹주》 - 박귀정 역
- 2017년 《조작된 도시》 - 여백의 미 역
- 2017년 《두개의 빛: 릴루미노》 - 기남 역
- 2018년 《염력》 - 경비원 역
- 2019년 《기묘한 가족》 - 가발노인 역
- 2019년 《로망》 - 김가 역
- 2019년 《나의 특별한 형제》 - 택시기사 역
- 2019년 《나만 없어 고양이》 - 석봉 역
- 2020년 《해치지 않아》 - 고 대표 역 (특별출연)
- 2020년 《저 산 너머》 - 인삼가게주인 역
- 2020년 《죽지 않는 인간들의 밤》 - 약방영감 역
- 2020년 《이웃사촌》 - 경찰간부 역
- 2023년 《웅남이》 - 파출소장 역
- 2023년 《길복순》 - 수근 역
- 2023년 《3일의 휴가》 - 김 노인 역
- 2024년 《사흘》

### 드라마
- 2010년 KBS2 《KBS 드라마 스페셜 - 돌멩이》 - 교장 역
- 2010년 KBS2 《KBS 드라마 스페셜 - 달팽이 고시원》 - 도인 역
- 2011년 KBS2 《KBS 드라마 스페셜 - 큐피드 팩토리》 - 김 박사 역
- 2011년~2012년 KBS2 《오작교 형제들》 - 초등학교 교장 역
- 2011년 SBS 추석 특집 드라마 《위대한 선물》
- 2012년 KBS2  《KBS 드라마 스페셜 - 기적 같은 기적》 - 김씨 역
- 2013년 KBS2 미니시리즈 《직장의 신》 - 고정도 역
- 2013년 SBS 드라마 스페셜 《너의 목소리가 들려》 - 시각장애인으로 위장한 사기꾼 치한 역
- 2013년 SBS 특별기획 《결혼의 여신》 - 노희봉 역
- 2013년 투니버스 미스터리 판타지 드라마 《벼락맞은 문방구》 - 김기천 역
- 2013년 tvN 월화드라마 《후아유》 - 형사과장 역
- 2014년 투니버스 미스터리 판타지 드라마 《벼락맞은 문방구 시즌2》 - 김기천 역
- 2014년 SBS 《기분 좋은 날》
- 2015년 MBC 수목드라마 《앵그리맘》 - 전동식 역
- 2015년 SBS 주말 특별기획 《내마음 반짝반짝》 - 경산여고 교장 역
- 2015년 KBS2 단막극 《KBS 드라마 스페셜 - 바람은 소망하는 곳으로 분다》 - 우문술 역
- 2015년 MBC 주말특별기획 《여왕의 꽃》 - 비광도사 역
- 2015년 SBS 드라마 스페셜 《냄새를 보는 소녀》 - 김중인 역
- 2015년 JTBC 금토드라마 《라스트》 - 양씨 역
- 2016년 tvN 금토드라마 《시그널》 - 이천구 역
- 2016년 KBS2 미니시리즈 《동네변호사 조들호》 - 변지식 역
- 2016년 SBS 주말특별기획 《미녀 공심이》 - 경찰 역
- 2017년 MBC 미니드라마 《세가지색 판타지 - 우주의 별이》 - 엄춘길 역
- 2017년 KBS2 수목드라마 《7일의 왕비》 - 서노의 아버지 막개 역
- 2017년 tvN 토일드라마 《변혁의 사랑》 - 청소용역 반장 역
- 2017년 SBS 드라마 스페셜 《당신이 잠든 사이에》 - 이환의 아버지 역
- 2018년 OCN 주말드라마 《작은 신의 아이들》 - 이장 역
- 2018년 OCN 주말드라마 《라이프 온 마스》 - 박소장 역
- 2018년 MBC 월화드라마 《검법남녀》 - 의사 역
- 2018년 tvN 단막극 《드라마 스테이지 - 진추하가 돌아왔다》
- 2019년 MBC 월화드라마 《나쁜 형사》 - 서주임 역
- 2019년 JTBC 월화드라마 《으라차차 와이키키 2》 - 왕거지 역
- 2019년 MBC 수목드라마 《더 뱅커》 - 나대호 역 (특별출연)
- 2019년 KBS2 단막극 《KBS 드라마 스페셜 - 웬 아이가 보았네》 - 인복 역
- 2019년 KBS2 수목드라마 《동백꽃 필 무렵》 - 박만섭 역 (특별출연)
- 2019년 KBS2 단막극 《KBS 드라마 스페셜 - 그렇게 살다》 - 이병모 역
- 2019년 tvN 불금시리즈 《쌉니다 천리마마트》 - 알바 노인 역
- 2020년 MBC 수목드라마 《꼰대인턴》 - 엄한길 역
- 2020년 tvN 토일드라마 《사이코지만 괜찮아》 - 간필옹 역
- 2020년 tvN 수목드라마 《악의 꽃》 - 이현석 역
- 2021년 tvN 월화드라마 《나빌레라》 - 덕출의 친구들 역
- 2021년 SBS 월화드라마 《라켓소년단》 - 교장 선생님 역
- 2021년 tvN 토일드라마 《지리산》 - 이재근 역
- 2022년 MBC 금토드라마 《금혼령, 조선 혼인 금지령》 - 침선장 역
- 2022년 TVING 오리지널 《아일랜드》
- 2024년 Netflix 오리지널 《닭강정》 - 관리소장 역 (특별출연)
- 2024년 JTBC 토일드라마 《가족X멜로》 - 최동진 역